# Zawada (powiat pilski)
Zawada – wieś w Polsce położona w województwie wielkopolskim, w powiecie pilskim, w gminie Szydłowo. Znajduje się tu m.in. placówka Ochotniczej Straży Pożarnej.
Wieś królewska należała do starostwa ujskiego, pod koniec XVI wieku leżała w powiecie poznańskim województwa poznańskiego. W latach 1975–1998 miejscowość należała administracyjnie do województwa pilskiego.